# رود چنگیرلاو
رود چنگیرلاو (به قزاقی: Шыңғырлау өзені، شىڭعىرلاۋ وزەنى) و یا رود اوتوا (به روسی: Утва ) یک رود در قزاقستان است که در استان قزاقستان غربی واقع شده‌است. این رود، به رود اورال ریخته شده و در نهایت به ساحل شمالی دریای خزر می‌ریزد.